# Central (Utah)
Central é uma região censo-designada localizada no estado americano do Utah, no condado de Washington.

## Demografia
Segundo o censo nacional de 2010, a sua população é de 613 habitantes.

## Marco histórico
Central possui apenas uma entrada no Registro Nacional de Lugares Históricos, o Local do Massacre de Mountain Meadows, designado em 23 de junho de 2011. Também foi nomeado, na mesma data, um Marco Histórico Nacional.